# Sarabere (Ort)
Sarabere (Sara Bere) ist eine osttimoresische Siedlung im Suco Betulau (Verwaltungsamt Lequidoe, Gemeinde Aileu).

## Geographie und Einrichtungen
Das Dorf Sarabere liegt im Norden der Aldeia Sarabere, am Südufer des Flusses Manufonihun, der später Manufonibun heißt, in einer Meereshöhe von 1032 m. Der Fluss gehört zum System des Nördlichen Laclós. Pisten verbinden das Dorf mit seinen Nachbarorten: Biloco (Suco Acubilitoho) im Nordwesten und Naumata (Aldeia Naumata) im Osten, wo sich die nächste Grundschule befindet.
Im Dorf befindet sich die Mariengrotte Gruta Bairo Sara Bere.